# Gueorgui Koniús
Gueorgiui Eduàrdovitx Koniús, rus: Гео́ргий Эдуа́рдович Коню́с (Moscou, Imperi Rus, 30 de novembre de 1862 - 28 d'agost de 1933) fou un musicòleg i compositor rus, també conegut fora de Rússia com a Georges Conus.
Era el fill gran d'una professora de piano i d'un professor de música, Eduard Koniús (1827-1902), i germà de Iuli Koniús i Lev Koniús. Gueorgui es graduà al Conservatori de Moscou, on estudià piano amb Pàvel Pabst, composició amb Serguei Tanéiev i Anton Arenski. Fou instructor de teoria de la música a la mateixa institució entre 1891 i 1899. Posteriorment, es convertí en professor de composició (1902-1906) i director (1904-1905) de la música de la Societat Filharmònica de Moscou i l'Institut de Teatre, així com professor de composició (1902-1919) en el Conservatori Estatal de Saràtov.
Després de la Revolució, es quedà a Rússia, com a membre de la secció de música de la Comissaria Nacional de Cultura (1919-1920), i després retornà al Conservatori de Moscou com a professor (des de 1920 fins al 1933), on fundà un departament d'anàlisi de la música. El 1922 es convertí en una figura destacada en l'Institut Estatal d'Investigació Musical, i donà conferències a Alemanya i França durant la dècada de 1920. Deixà un petit nombre de composicions, i assaigs sobre la teoria de la música.

## Obres destacades
- "Vida d'infant": suite orquestral
- "Cantata a la memòria d'Alexandre III"
- "Del món de la il·lusió": poema simfònic.
- "El mor-mull de la selva":
- "Dalta": Ballet
- "Lieder", per a piano, uns 30

A més d'altres peces per a piano